# GS234-02
GS234-02 è un complesso di nubi molecolari giganti visibile nella costellazione della Poppa; si trova sul Braccio di Perseo e coincide con una superbolla in espansione, originata probabilmente dall'esplosione di un gran numero di supernovae.
In questa regione galattica hanno avuto luogo due principali fenomeni di formazione stellare, il secondo dei quali è ancora in atto ed è osservabile nelle nebulose visibili nella parte meridionale della superbolla; nello stesso ambiente, legato alla struttura, si trova anche l'ammasso aperto NGC 2414, cui è legata un'associazione OB formata da 29 stelle giovani e blu.

## Osservazione

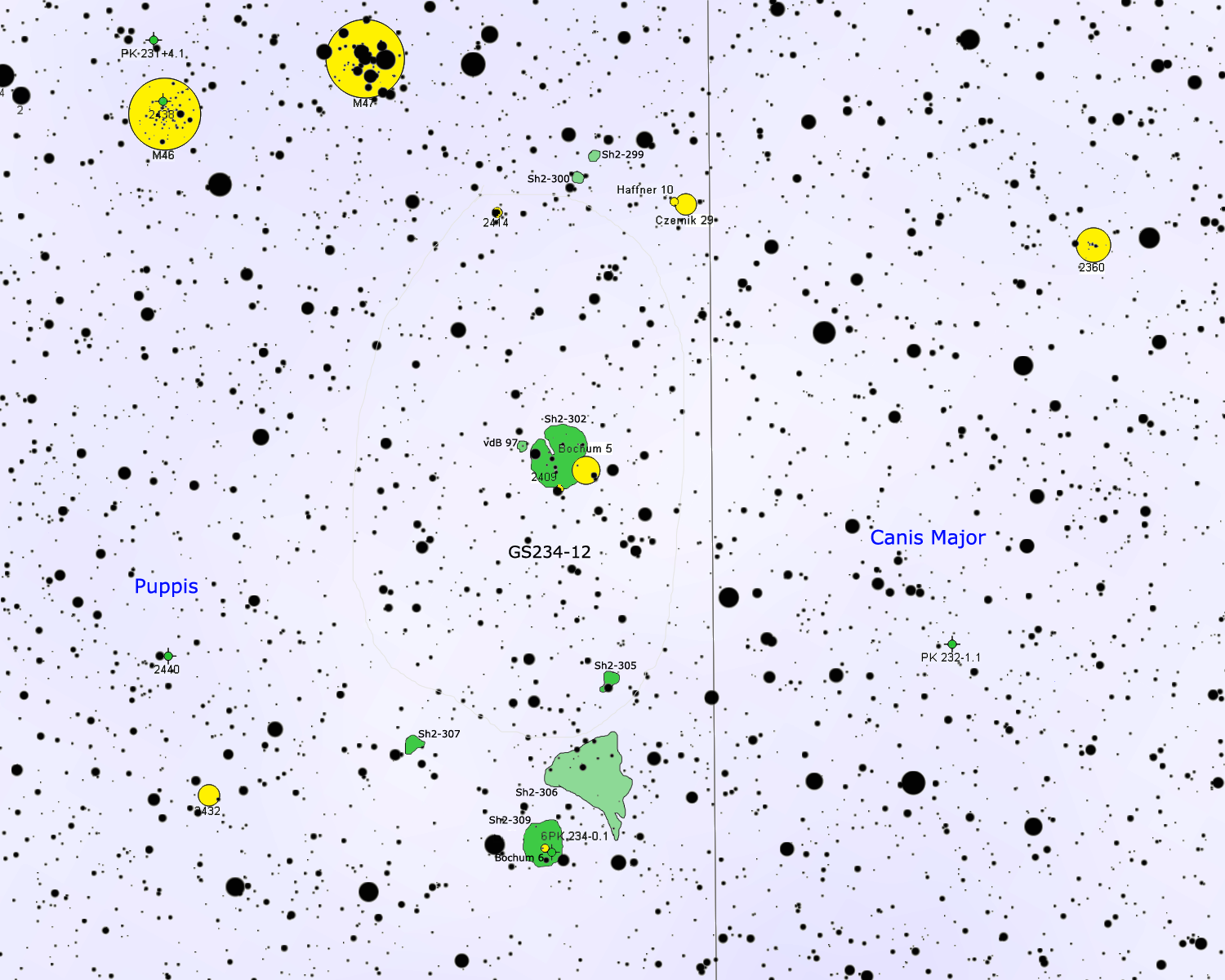
Mappa della regione GS234-02.

La regione GS234-02 si individua nella parte nordoccidentale della costellazione della Poppa, in un'area di cielo relativamente priva di stelle particolarmente appariscenti; il metodo più semplice per la sua individuazione consiste nel rintracciare i due famosi ammassi aperti M46 e soprattutto M47, due degli oggetti più facili da osservare in questa parte di cielo, il secondo dei quali è distinguibile anche ad occhio nudo e completamente risolvibile con un semplice binocolo. I segmenti nebulosi più settentrionali della regione GS234-02 si osservano circa 1,5° a sudovest rispetto a M47; si tratta di due piccole macchiette nebulose, note come Sh2-299 e Sh2-300, invisibili all'osservazione diretta tramite telescopi di media potenza (150mm), mentre possono essere fotografate utilizzando un obiettivo molto sensibile e con l'ausilio di appositi filtri.
La regione si estende poi in senso nord-sud; circa 1°40' a sud delle due precedenti nebulose si osserva Sh2-302, la quale però non fa parte di GS234-02, essendo posta ad appena 1800 parsec, mentre la superbolla GS234-02 si trova a circa 4200 pasrec. Della regione fanno invece parte le nebulose poste circa 2° più a sud, catalogate Sh2-305, Sh2-306, Sh2-307, Sh2-309, costituenti la parte più luminosa osservabile della superbolla; si tratta di regioni H II fotografabili con facilità, specie per quanto riguarda le nubi più piccole, che sono anche le più luminose.
Il periodo più propizio per la loro osservazione nel cielo serale è compreso fra i mesi di dicembre e aprile; la massima visibilità si può avere dalle latitudini dell'emisfero australe, in quanto la declinazione della struttura nebulosa è pari a circa -18°. La si può osservare allo zenit dalla parte più meridionale della fascia tropicale australe, in corrispondenza dell'Australia settentrionale e della zona centrale del Sudamerica; dalle latitudini boreali si mostra relativamente bassa sulla fascia temperata, mentre alcuni gradi a nord del circolo polare artico è sempre invisibile. Dall'antartide al contrario non tramonta mai.

## Struttura

NGC 2414, un ammasso aperto associato a GS234-02; ad esso sono associate alcune decine di giovani stelle di grande massa.

GC234-02 si presenta come una grande struttura a forma di anello, con un diametro di circa 4°; nella banda della luce visibile le nebulose più brillanti si trovano sul lato meridionale, mentre agli infrarossi la parte nordoccidentale appare più luminosa. A questo anello è legata una superbolla di 560 parsec di diametro in lenta espansione, alla velocità di circa 10 km s−1. I bordi di questa struttura ad anello sono delineati da un complesso sistema di nubi molecolari, le più estese delle quali, osservate nella banda del CO, hanno una massa pari a circa 93.000 e 143.000 masse solari; cui se ne aggiungono un'altra decina, tutte orientate nello spazio a delimitare un anello. La massa totale delle nubi di gas della regione è invece pari a circa 5,5 milioni di masse solari.
L'origine di questa grande struttura potrebbe essere stata l'esplosione rapida e in sequenza di un gran numero di supernovae, probabilmente una trentina o poco meno; questo scenario è assai comune in altre regioni della Via Lattea, considerando che dai fenomeni generativi possono formarsi alcune decine di stelle molto massicce il cui ciclo vitale è particolarmente breve, al punto che esploderanno come supernovae nel giro di pochi milioni di anni. L'età della superbolla, stimata sui 16 milioni di anni, indicherebbe che essa si trova in uno stato evolutivo piuttosto avanzato, al punto che nelle sue regioni periferiche può aver luogo la formazione stellare, a causa dell'instabilità gravitazionale che viene a formarsi. La formazione stellare è infatti attiva in alcune delle regioni H II note finora nella regione, e in particolare in quelle che si trovano sul bordo più caldo della superbolla, in direzione delle nebulose Sh2-305 e Sh2-307; queste due nebulose sono entrambe ionizzate da stelle molto giovani e calde di classe spettrale O e B, e in aggiunta a ciò, la seconda nube contiene al suo interno un ammasso di sorgenti infrarosse coincidenti probabilmente con altrettanti oggetti stellari giovani, noto come [DBS2003] 8.
Alla regione è associato un piccolo ammasso aperto, noto come NGC 2414, posto a breve distanza, sia apparente che reale, dalle due nebulose più settentrionali del sistema, Sh2-299 e Sh2-300; a quest'ammasso sono legate 29 stelle molto giovani di classe O e B, formanti una vera e propria associazione OB originatasi durante un primo ciclo di formazione stellare. Il secondo ciclo di formazione invece è quello che sta avendo luogo nella parte meridionale e più calda della superbolla, in cui si trovano le altre regioni H II.